# Палагония, Фердинандо Франческо Гравина
Фердинандо Франческо Гравина Бонанно (итал. Ferdinando Francesco Gravina e Bonanni; 15 сентября 1677, Палермо — 4 февраля 1736, там же), 4-й князь ди Палагония — сицилийский государственный деятель.

## Биография
Сын Игнацио Себастьяно Гравины, 3-го князя ди Палагония, и Анны Марии Бонанно.
Наследовал отцу в апреле 1695. Имел годовой доход в 25 000 скуди, пятый по величине в королевстве, и при этом был опутан долгами. Благодаря приданому жены смог начать реконструкцию Франкофонте, главного города своих феодальных владений, разрушенного землетрясением 1693 года, опустошившим Катанию и большую часть Валь-ди-Ното.
12 января 1700 был пожалован Карлом II в рыцари ордена Золотого руна. В том же году был капитаном Палермо и все еще находился у власти, когда в начале декабря пришло известие о смерти последнего испанского Габсбурга.
В 1708 году стал претором столицы и проявил административные способности, столкнувшись с сильным народным возмущением против ирландских войск, расквартированных в городе, наладив снабжение зерном и прекратив незаконные действия банка Палермо, во главе которого поставил джунту, чтобы кредиторы получили выплаты.
19 ноября 1709 был возведен Филиппом V в достоинство гранда Испании. В период савойского правления активно сотрудничал с королем Виктором Амедеем, находившемся на Сицилии в 1713—1714 годах, стал дворянином его Палаты, а затем был назначен генеральным викарием Катании.
В 1715 году начал строительство знаменитой виллы в Багерии, затмившей палермитанский княжеский дворец на Виа дель Боско. Вилла Палагония, украшенная монстрами и химерами, позднее вызвала восхищение Гёте, путешествовавшего в 1787 году по Италии.
В 1715—1716 годах снова занимал должность приора Палермо, а после высадки в 1718 году испанских войск был отправлен послом в Испанию вместе с маркизом Монтеваго Джироламо Гравиной. Вернув милость Филиппа V, был назначен генеральным викарием Валь-ди-Ното, и в августе того же года отразил попытку высадки в Катании английского десанта адмирала Джорджа Бинга. 12 мая 1720 стал грандом Испании 1-го класса.
В последующие годы не занимал значительных должностей, участвуя в деятельности театинцев и литературных академий королевства Сицилии. В мае 1732 от имени Карла VI передал орденскую цепь Золотого руна князю ди Каттолике.
В 1735 году, по случаю высадки на Сицилии бурбонских войск снова был назначен послом королевства, затем стал государственным советником, а в следующем году президентом сицилийского верховного совета.

## Семья
Жена (10.09.1698): Анна Мария Луккези Палли (ок. 1680—13.11.1752, дочь маркиза Никколо Антонио Луккези Палли и Джулии Луккезе Филанджери
Дети:
- Игнацио Себастьяно (ок. 1700—29.05.1746), 5-й князь ди Палагония. Жена (12.12.1730): Агата Коттоне (ок. 1709 — ок. 1744), дочь Карло Филиппо Коттоне, князя ди Кастельнуово, и Анны Марии Морсо
- Марианна (ок. 1705—24.04.1765). Муж: Пьетро ди Болонья (ок. 1700—1781), князь ди Кампореале